# 蕉城区
蕉城区地处福建省东北部沿海，是宁德市的市辖区，宁德市政府所在地、总面积1664.54平方公里，其中海域面积172.96平方公里，城区面积30平方公里，通行闽东语宁德话，區政府駐蕉北街道八一五中路。
蕉城区是闽东政治、经济、金融、文化、信息、交通中心，海峡西岸经济区东北翼中心城市核心区，环三都澳区域中心城市核心区，是一个“山、海、川、岛”旅游风光兼具、适宜人居的港湾城市。

## 行政区划
蕉城区下辖2个街道办事处、11个镇、2个乡、1个民族乡和1个国家级经济技术开发区（类似乡级单位）：
蕉南街道、蕉北街道、城南镇、漳湾镇、七都镇、八都镇、九都镇、霍童镇、赤溪镇、洋中镇、飞鸾镇、三都镇、虎𬇙镇、金涵畲族乡、洪口乡、石后乡和东侨开发区。

## 人口
根據第七次全国人口普查數據，截至2020年11月1日零時，蕉城區常住人口為623840人。
2019年末，蕉城区常住人口46.00万人，其中城镇人口30.64万人，占总人口比重（城镇化水平）66.6%，比上年提高1.0个百分点。出生率13.20‰，死亡率6.70‰，自然增长率6.50‰。

## 交通

### 公路
沈海高速公路福建段：云淡服务区、宁德汽车城互通、宁德北互通、宁德南互通、飞鸾互通
- 104国道
- 228国道
- 237国道
- 207省道
- 306省道
- 甬莞高速公路福建段：林厝服务区、林厝互通（林厝服务区配套互通）、八都互通、宁德东互通

### 鐵路
- 寧德站： 温福线、衢宁线

### 水運
- 寧德港

## 物产
- 二都蚶、安瑞蛏、大黄鱼、红膏蟳、石斑鱼。
- 晚熟荔枝、龙眼。
- 水电资源丰富，全区现有装机容量3.48万千瓦，占可开发量的8.9％。

## 文化
蕉城区的霍童铁枝、水密隔舱福船制造技艺被列入国家级非物质文化遗产名录。

## 旅游
- 南漈山公园
- 北岸公园
- 南岸公园
- 塔山公园
- 东湖大门山公园
- 镜台山公园
- 赤鉴湖公园
- 三都澳
- 金涵“中华畲族文化村”
- 支提山
- 支提华严寺
- 桃花溪革命旧址